# Celeste Saulo
Andrea Celeste Saulo (Buenos Aires, 6 maggio 1964) è una meteorologa, diplomatica e funzionaria argentina, segretario generale dell'Organizzazione meteorologica mondiale dal 2024.

## Biografia

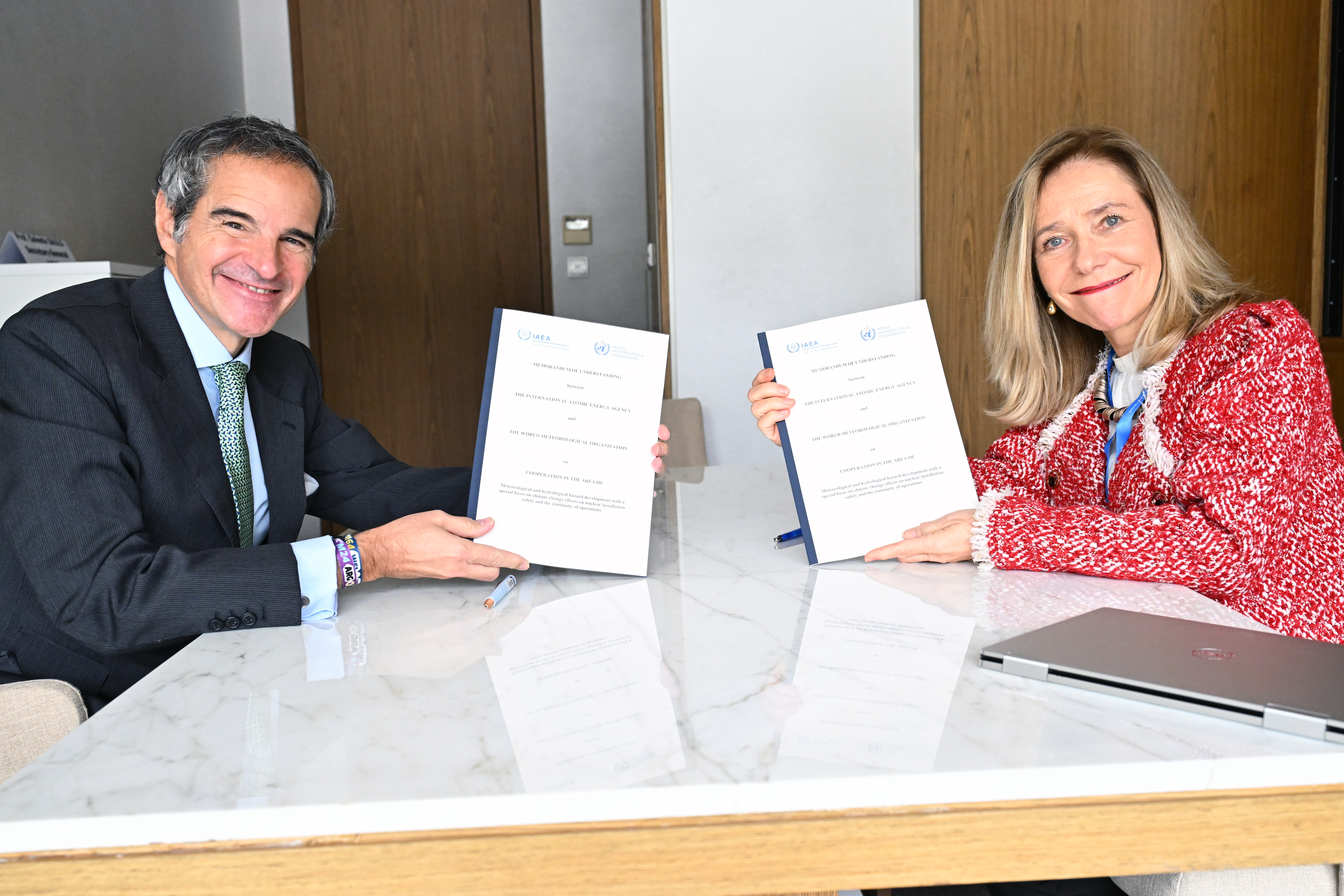
Celeste Saulo con Rafael Grossi nel 2024

Nata a Buenos Aires, figlia di un medico, Celeste Saulo conseguì il licentiate in scienze meteorologiche presso l'Università di Buenos Aires (UBA) e successivamente, grazie ad una borsa di studio, ottenne il dottorato in scienze atmosferiche nel 1996.
Lavorò come ricercatrice presso l'UBA dal 2000 e divenne professore associato presso la Facultad de Ciencias Exactas y Naturales. Per due mandati consecutivi prestò servizio come direttrice del Dipartimento di Scienze dell'Atmosfera e dell'Oceano.
Dal 2002 è ricercatrice presso il Centro de Investigaciones del Mar y la Atmósfera, un centro di ricerca associato tra l'UBA e il Consiglio Nazionale delle Ricerche Scientifiche e Tecniche (CONICET). Nel 2016 divenne collaboratrice e ricercatrice del Servicio Meteorológico Nacional, occupandosi principalmente di modelli numerici di previsione meteorologica, rappresentazione dell'incertezza nelle previsioni, mesoscala e inseminazione delle nuvole. Nel luglio del 2014 venne nominata direttrice del servizio, divenendo la prima donna a raggiungere tale posizione.
Nel 2011, Celeste Saulo divenne membro del comitato direttivo scientifico del World Meteorological Research Program ed entrò a far parte del consiglio esecutivo dell'OMM nel 2015.
Nell'aprile del 2018, fu nominata per la carica di secondo vicepresidente dell'OMM, venendo poi eletta primo vicepresidente l'anno successivo.
Nel 2023 le fu conferito il Premio Konex per il lavoro svolto nell'ultimo decennio nel campo delle scienze della Terra e dell'atmosfera.
Nel 2024, Celeste Saulo venne eletta al primo turno alla carica di segretario generale dell'Organizzazione Meteorologica Mondiale. Divenne la prima donna e la prima persona sudamericana a rivestire tale incarico.
Appena eletta, si espresse a favore di un modello collaborativo tra le agenzie delle Nazioni Unite, volto a tutelare i membri più vulnerabili; sottolineò l'importanza della comunicazione e delle corrette metodologie di misurazione soprattutto in tema di cambiamento climatico, che definì "la più grande minaccia globale dei nostri tempi". Sostenne che uno degli obiettivi del suo mandato fosse quello di rafforzare la collaborazione tra i servizi meteorologici e le autorità sanitarie per stabilire sistemi di allerta per le ondate di calore, a tutela dei soggetti più deboli. Evidenziò inoltre la necessità di ricorrere ad una prospettiva quanto più ampia ed inclusiva possibile per affrontare le crisi, manifestando l'intenzione di coinvolgere anche attori differenti dalle agenzie governative.
Sposata con uno psichiatra, è madre di due figli.